# Абунданција
Абунданција (лат. Abundantia – „изобиље”; [abʊnˈdanti.a]) је у римској религији представљала персонификацију изобиља и просперитета. Била је међу остварењима верске пропаганде против цара, као утемељивача „златног доба”.

## Митологија
Једна од песама Овидијевих о Ахелоју, јасно говори и објашњава доста о Абунданцији.
Абунданција је често приказивана како држи рог (слика). Тај рог потиче из борбе Ахелоја и Херкула, у којој је Херкул одсекао Ахелоју рог и подарио га најадама, а које су га доделиле Абунданцији и од тада се тај рог назива рог изобиља.

## Приказивање
Абунданција, као персонификација изобиља је често представљана на римском новцу, још од времена Елагабалa, па до Максимијана Херкулија. Приказивана је са класјем жита у руци или како баца новац римском народу.
Често је коришћена као мотив у Риму или средњовековној Француској у сликању и вајарству, док су у литератури остали само трагови њеног помена у грчкој митологији.